# Donald Ramotar
Donald Ramotar (Caria Caria, 22 de outubro de 1950) é um político guianês, foi Presidente da Guiana entre dezembro de 2011 e maio de 2015. Ele é secretário-geral do Partido Nacional Popular (PNP) desde 1997.